# Juggernaut (компьютерная игра, 1985)
Juggernaut (МФА: /ˈdʒʌgəˌnɔːt/о файле; рус. Джаггернаут) — компьютерная игра в жанре симулятор вождения грузового автомобиля, разработанная Питом Куком в 1985 году. Игра была выпущена компанией CRL Group PLC для платформы ZX Spectrum и в дальнейшем портирована на Amstrad CPC. Считается первым симулятором вождения грузовика.
В Juggernaut игрок управляет грузовиком и целью игры является получение максимальной прибыли, вырученной за перевозку груза. Для этого необходимо заезжать в различные точки города, забирать товары согласно заказу и отвозить их по месту назначения. Особенностью игровой механики является симуляция физики седельного автопоезда и его сцепного устройства.
Игровая пресса встретила выход игры Juggernaut сдержанно. Обозреватели согласились с тем, что предложенная идея инновационна. Критике подвергались высокий порог вхождения и простота графики. В то же время, положительными сторонами были названы аккуратность графики, не отвлекающей от геймплея, а также удовольствие от игры после того, как пройден упомянутый порог вхождения.

## Игровой процесс

Игровой процесс Juggernaut. Лесоматериалы (timber) загружены, и грузовик отъезжает к месту назначения

### Начало игры
Игрок работает в небольшой фирме и отвечает за грузовую машину с полуприцепом. В текущий рабочий день ему поручена работа по сбору и доставке грузов определённого тоннажа, в которые входят уголь, нефть, лесоматериалы, фрукты и овощи.
В самом начале игрок выбирает грузовик, которым будет управлять. Для выбора предоставляется четыре машины, каждая из которых отличается размером прицепа и, соответственно, длиной и грузоподъёмностью. Чем больше грузовик, тем больше груза он может перевезти, но, с другой стороны, им сложнее будет маневрировать. Это имеет важное значение при парковке в местах погрузки и разгрузки товаров, так как, выполняя её, необходимо не задевать элементы вне дорожного полотна, иначе это приводит к повреждению грузовика.
В Juggernaut имеется режим практики, когда игрок может поучиться управлять грузовиком на открытой дороге, на перекрёстках, круговом движении и выполнять простую парковку. В случае выбора старта обычной игры программа процедурно генерирует город, в котором предстоит заняться перевозками. Также случайно задаются объёмы перевозимых грузов.

### Игровой мир и интерфейс
Игра использует двумерную векторную графику, а грузовик и город показаны сверху. Игровой мир представляет собой город размером 16×8 экранов, состоящий из улиц, перекрёстков, а также ряда зданий, которые во многом определяют игровую механику. К ним относятся заправочная станция, полицейский участок и пункты, где можно парковаться и загружать товары. При этом в городе отсутствует любое движение (кроме машины игрока), но вместе с тем имеются зоны, где контролируется превышение скорости.
Физика игры включает в себя симуляцию седельного автопоезда с одним полуприцепом, который соединён с тягачом через седельно-сцепное устройство. Управление таким автомобилем просто при движении вперёд, но сложно и контринтуитивно при езде задним ходом. Последнее является одной из трудностей игры, так как из-за взаимного расположения городских зданий и элементов дороги во время парковки приходится использовать заднюю передачу. Вместе с тем, игра симулирует эффект складывания тягача и полуприцепа с сопутствующими повреждениями, что также ограничивает допустимые маневры.
Интерфейс показывает множество дополнительной информации, в которую входят уровень повреждений грузовика, его запасы топлива и скорость, выбранная передача, положение руля, характеристики машины, текущее время и задачи на перевозку. Автомобиль имеет трёхступенчатую механическую коробку передач, у которой две передних передачи и одна задняя. Переключение между передней и задней осуществляется в состоянии покоя, а во время движения оно может быть выполнено между первой и второй. Таким образом, переключение передач выполняется одной кнопкой.

### Задачи игрока
Изначально игрок знает план города, но на карте дорог обозначено только место, где расположена его фирма. Отсюда начинается игра и сюда нужно привозить грузы. Первой задачей считается поиск заправочной станции, так как на ней можно не только заправить машину, но произвести ремонт и позвонить по телефону, и тем самым узнать, где находятся другие здания. В дальнейшем необходимо добраться туда, где можно погрузить товары заданных типов, припарковаться, загрузиться, привезти в требуемом объеме на парковку своей фирмы и выполнить отгрузку.
С одной стороны, игрок зарабатывает деньги с перевозки грузов. С другой стороны, он тратит их на ремонт автомобиля, его заправку, а также могут быть выписаны штрафы за превышение скорости (если грузовик проезжает мимо полицейского участка с превышением выше 30 миль в час). Вместе с тем, рабочий день ограничен, и перевезти все грузы игрок может не успеть, а если успеет, то за каждую минуту до конца рабочего дня получит премиальные. При этом в игре время тратится как в пути, так и на погрузку и разгрузку, а также на ремонт и заправку автомобиля. Таким образом, для получения большего количества очков необходимо не только зарабатывать на перевозках за ограниченное время, но и минимизировать попутные расходы.

## Разработка и выход игры

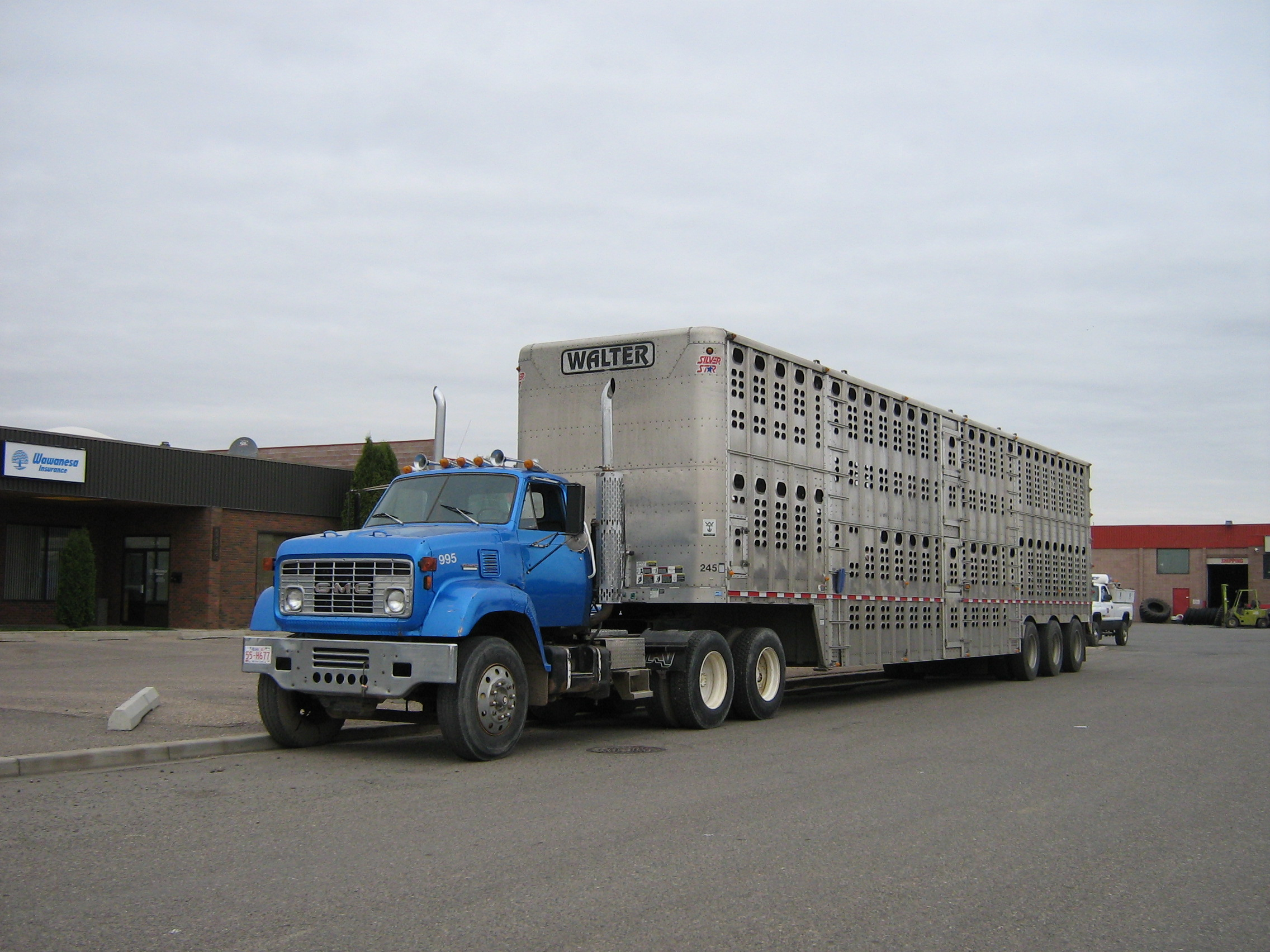
Грузовик с полуприцепом (Semi-truck) — такой тип автопоезда симулируется в игре

Один из товарищей Пита Кука работал автомехаником и решил стать водителем-дальнобойщиком, для чего ему нужно было обучиться вождению на грузовике. Он собрал деньги для оплаты недельных курсов по вождению и отправился в Бирмингем, а когда вернулся, то оказалось, что он их провалил. По его словам, всё было хорошо до тех пор, пока не приходилось ехать задним ходом. Пит подумал математически над этой задачей и написал небольшую программу, которая симулирует то, как двигается прицеп грузовика при различных поворотах руля и других особенностях. Именно эта небольшая математическая модель стала вдохновением и отправной точкой для Juggernaut. Движение задним ходом не было значительной частью игры и изначально была задача симуляции реальной физики сочленения прицепа и машины, но как только это получилось, то на основании этого стал вопрос создания игры.
Во время разработки Juggernaut Пит был фрилансером и обратился в компанию CRL к её менеджеру по программному обеспечению Яну Иллери (англ. Ian Ellery), занимавшему тогда должность креативного директора. По словам главы компании Чема Чамберса (англ. Chem Chumbers), в то время они часто получали кассеты с различными работами, в которых сотрудники могли найти что угодно — интересные анимации, демо, и даже полностью завершенные игры. Ян Иллери описывает сделку следующим образом:

 — Я взял эту маленькую кассету, — вспоминает он, — из почтового отделения вместе с маленьким письмом, — и продолжает детским голосом — «Уважаемая CRL, я написал эту игру под названием Jackknife, которая является симулятором вождения грузовика. Пит Кук.» 
— После всего этого я ожидал, что разработчику где-то 13 с лишним лет. С первого раза загрузить программу у меня не получилось. Он прислал мне другую кассету и тогда я все ещё думал, что это мне ребёнок присылает программу. Со второй кассеты у меня получилось загрузить и я увидел, что это очень оригинальная игра — не было понятно, насколько она коммерчески ценна, но она обладала очень большой играбельностью.
Оригинальный текст (англ.)‘I got this little cassette,’ he recalls, ‘through the post with this little letter (adopting kiddie’s reading voice) — ‘Dear CRL, I’ve written this game called Jackknife, which is a lorry-driving simulation. From Pete Cooke’ — and I expected ‘aged 13 3/4’ after that. The first one didn’t load. He sent me another and I still thought it was a kid sending me a program. I loaded it up and I saw what was a very original game — I wasn’t sure how commercial it was, but it was still very playable.’
— Интервью журналу CRASH, №42
Чамберс в своем интервью сообщил, что работа Пита моментально была принята по причине её концепта, который был простым и захватывающим. Как отмечает Чамберс, длинные и подробные письма как правило сопровождали ужасные игры, в то время как уверенные и короткие сообщения являлись признаком того, что отправляющий был уверен в своей работе. Вместе с тем, Чамберс добавил, что игра привлекла своей векторной графикой, реалистичной физикой и тем вызовом, который формировался игроку. Таким образом, Jackknife была быстро подхвачена CRL.
До Juggernaut Пит продал свою игру Invincible Island за фиксированную сумму, и на основании этого опыта в этот раз он настоял на оплате по форме роялти, так как сам покрыл все затраты на разработку.
Изначально Пит назвал свою игру Jackknife, основываясь на ключевой идеи концепта, но в дальнейшем, исходя из коммерческих соображений, издатель CRL переименовал её в Juggernaut. По словам Пита,  хотя Juggernaut не стал коммерческим хитом (Чамберс назвал продажи умеренными), но вырученных денег хватило для того, чтобы воодушевить его на портирование на платформу Amstrad CPC (что он сделал сам в этом же 1985 году, игра вышла в ноябре), а также повлиять на CRL в выпуске игры Tau Ceti. После завершения портирования Пит переключился на работу над Tau Ceti и к симуляторам грузовиков больше не возвращался.

## Оценки и мнения
| Иноязычные издания       | Иноязычные издания | Иноязычные издания |
| Издание                  | Оценка             | Оценка             |
| Издание                  | Amstrad CPC        | ZX Spectrum        |
| ------------------------ | ------------------ | ------------------ |
| Amstrad Computer User    | 16/20              |                    |
| Crash                    |                    | 73 %               |
| Home Computing Weekly    |                    | [ 19 ]             |
| MicroHobby               |                    | 5,5/10             |
| Sinclair User            |                    | [ 21 ]             |
| Your Sinclair            |                    | 7/10               |
| Computer Gamer           |                    | [ 11 ]             |
| Computer and Video Games |                    | 6,5/10             |
| Your Computer            |                    | [ 14 ]             |
| ZX Computing             |                    | [ 22 ]             |

Обозреватели игровой прессы по-разному встретили выход Juggernaut. Вместе с тем, они сошлись в мнении о том, что с точки зрения идеи игра инновационна. Была отмечена простая и аккуратная графика, а также необходимость тренировки для управления грузовиком и сопутствующая этому сложность. Критике подвергалась малая игровая активность (отсутствие других машин и пешеходов в городе) и высокий порог вхождения.
Журналисты CRASH с точки зрения идеи описали игру как весьма новую. Вместе с тем было отмечено, что графика простая и очень аккуратная, что является положительным моментом с точки зрения игровой механики, так как такая графика не отвлекает. Все критики журнала сошлись на том, что игра с точки зрения сложности бросает игроку вызов, так как, несмотря на свою простоту, управление грузовиком требует концентрации и отсутствия спешки, хотя игроку требуется выполнить свою работу как можно скорее.
Критик журнала Sinclair User посчитал игру скучной, её графику минималистичной и отметил малую игровую активность. Согласно обзору Computer and Video Games, идея Juggernaut очень нова, но графика не самая лучшая. Журналист Your Computer отметил новизну идеи и то, что игра приносит много удовольствия, но вместе с тем, по его мнению, за предлагаемую цену игру можно было сделать более аккуратно.
Рецензированием Juggernaut в журнале Your Spectrum занималось жюри из трёх человек, которые выставили различные оценки (8, 5 и 7 баллов из 10). Доги Берн (англ. Doougie Bern) назвал игру великолепной, отметил векторную графику и факт того, что Juggernaut увлекает и поглощает игрока. Рик Робсон (англ. Rick Robson) пожаловался на сложность игры. Росс Холман (англ. Ross Holman) сообщил, что для управления грузовиком нужна тренировка, но после этого игра становится весьма приятной. Вместе с тем он порекомендовал Juggernaut, отметив аккуратную графику и наличие множества параметров, что позволяет поддерживать интерес к игре.
В обзоре журнала ZX Computing было сказано, что Juggernaut представляет собой необычную симуляцию, имеет простую и аккуратную графику, которая не отвлекает от основных игровых задач. Также было отмечено, что в игре имеется возможность выбора среди множества параметров. По мнению рецензента журнала MicroHobby, игра поначалу сложная, но после тренировки и освоения игровой механики игрок начинает наслаждаться перевозкой товаров по городу.
Критик журнала Amstrad Computer User подробно описал игровой процесс и управление, а в завершении обзора определил игру как очень шикарную и увлекательную.
Редактор журнала Computer Gamer сдержанно описал игру, отметив её оригинальность. Согласно обзору от журнала Home Computing Weekly, игра крайне увлекательна и требует много практики. Также была отмечена реалистичность симуляции, и то, что геймплей даёт вызов игроку:

Очень, очень вызывающе. Я потратил многие часы и так и не смог успешно развезти все необходимые грузы. Ура новому концепту! Отлично сделано.
Оригинальный текст (англ.)Very, very challenging. I've been at it for hours and haven't succeeded in getting through a full load. Hurray for a new concept, well executed.
— Обзор журнала Home Computing Weekly, №124
В русскоязычном сборнике игр критике подверглись графика и медленность происходящего.